# Joan Alcover

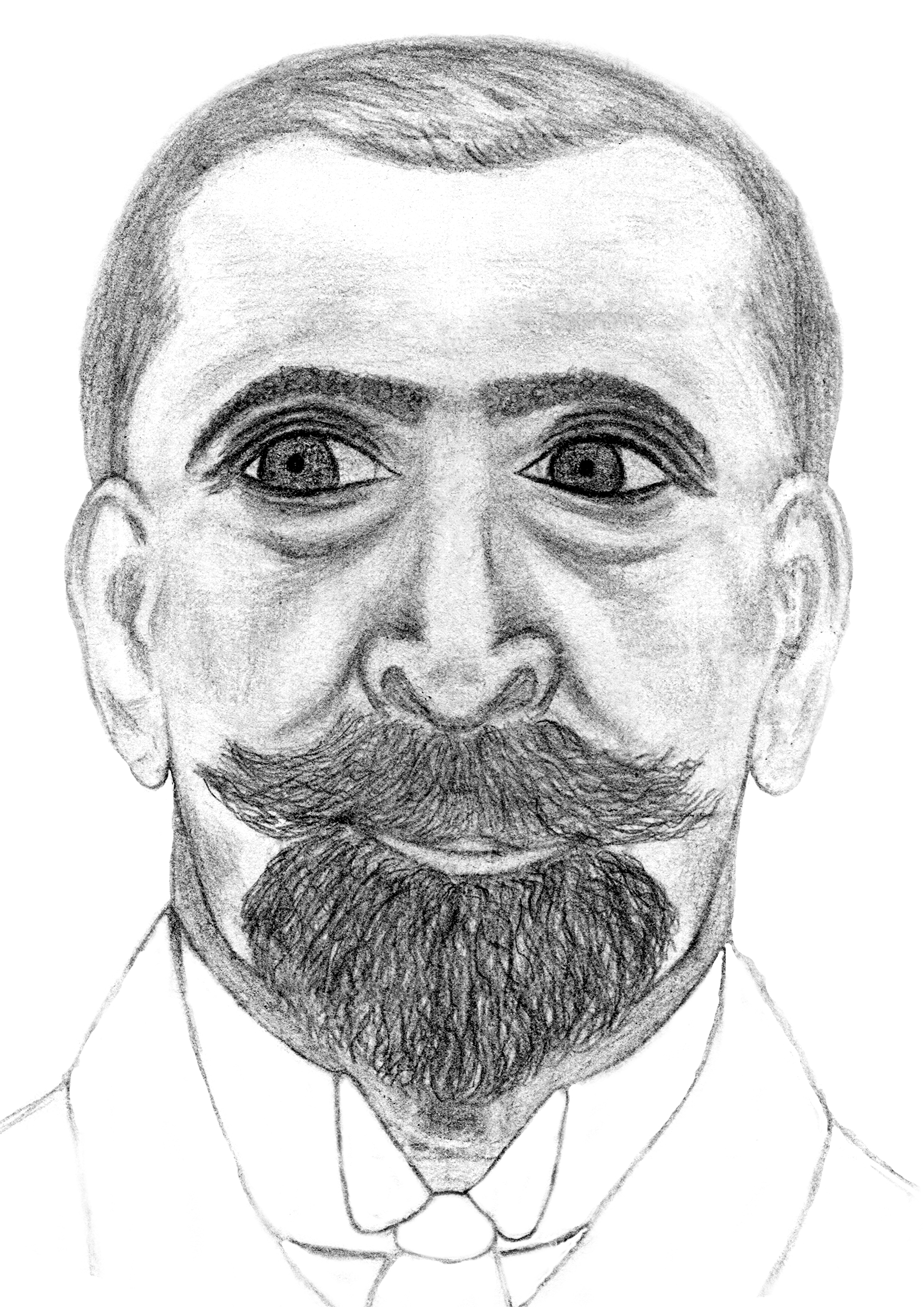
Caricatură

Joan Alcover i Maspons (n. 3 mai 1854 - d. 25 februarie 1926) a fost poet catalan, considerat cel mai reprezentativ poet elegiac de limbă catalană. A compus La Balanguera, textul imnului oficial al Insulelor Baleare.

## Opera
- La Balanguera;
- 1887: Poezii ("Poesías");
- 1892: Noi poezii ("Nuevas Poesías");
- 1894: Poeme și armonii ("Poemas y armonías");
- 1901: Meteori ("Meteoros");
- 1918: Poeme biblice ("Poemes bíblics");
- 1921: Poezii ("Poesías").